# HR 8799 b

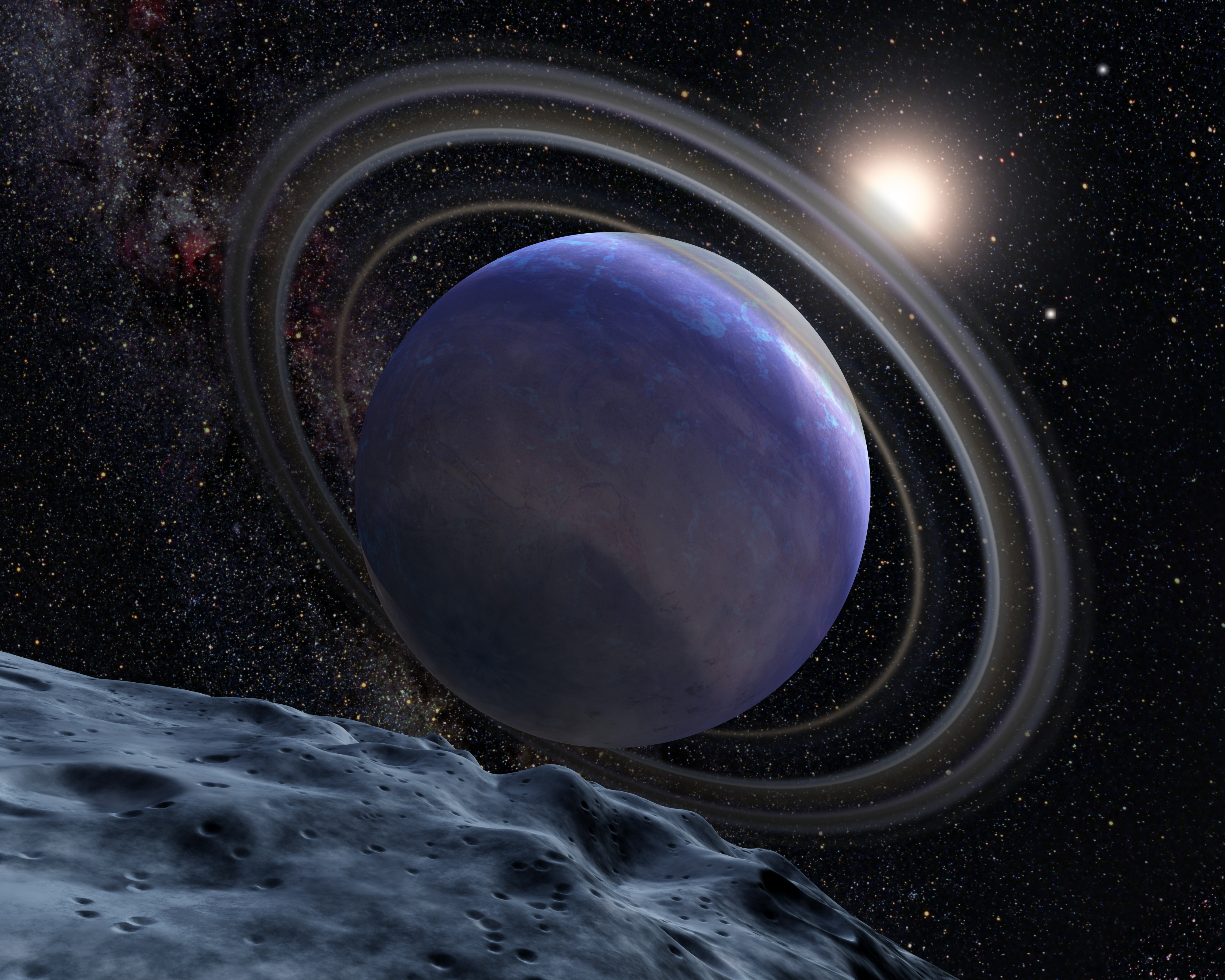
Concepción artística de HR 8799 b.

HR 8799 b es un planeta extrasolar que se encuentra a aproximadamente 129 años luz en la constelación de Pegaso orbitando la estrella Lambda Bootis HR 8799. Su masa es entre 5 y 11 veces la masa de Júpiter y su radio es entre un 10 % y un 30 % mayor que el de Júpiter. El planeta orbita a una distancia media de 68 UA (7 UA desde el borde interior del disco circunestelar que rodea la estrella) de su estrella, su excentricidad se desconoce y su periodo orbital es de 460 años. Es el planeta más alejado conocido del sistema de HR 8799. Junto con otros dos planetas que orbitan HR 8799, este planeta fue descubierto el 13 de noviembre de 2008 por Marois et al., usando el Telescopio Keck y el observatorio Gemini en Hawái. Estos planetas fueron descubiertos usando la técnica de imagen directa.
En 2009 se descubrió que el telescopio espacial Hubble de hecho había fotografiado directamente HR 8799 b once años antes, en 1998, lo que sugiere que más exoplanetas podrían ser descubiertos a través del análisis de los archivos fotográficos del HST.